# لیزل کارلشتات
لیزل کارلشتات (انگلیسی: Liesl Karlstadt؛ ۱۲ دسامبر ۱۸۹۲ – ۲۷ ژوئن ۱۹۶۰) یک هنرپیشه اهل آلمان بود. وی بین سال‌های ۱۹۱۳ تا ۱۹۶۰ میلادی فعالیت می‌کرد.
از فیلم‌ها یا برنامه‌های تلویزیونی که وی در آنها نقش داشته‌است می‌توان به عروس معاوضه‌شده اشاره کرد.